# Igor Mandić
Igor Mandić (Šibenik, 20. studenoga 1939. – Zagreb, 13. ožujka 2022.), bio je književni kritičar, esejist, kolumnist, polemičar. Objavljivao je književne kritike, socio-kulturološke feljtone, eseje i polemike. Bio je dugogodišnji suradnik mnogih radijskih i televizijskih postaja. Dobitnik je nagrade Hrvatskog novinarskog društva za životno djelo 2005.

## Životopis
Završio studij komparativne književnosti na Filozofskom fakultetu u Zagrebu 1963. godine. Od 1966. bio zaposlen u Vjesniku, kao kritičar u dnevnim novinama, kao kolumnist Vjesnika u srijedu, te interni recenzent, urednik i autor tekstova u pojedinim Vjesnikovim izdanjima.
Od 1993. do 1995. pisao je kulturološke komentare za Slobodnu Dalmaciju, a 1997. prešao u slobodne umjetnike, te je objavljivao u raznim listovima, između ostalih i u Novom Plamenu. Bio je glavni urednik novina Vjesnik (2000.). Živio je i radio u Zagrebu gdje je i preminuo 13. ožujka 2022. godine.

## Politička stajališta
Mandić je u emisiji Nedjeljom u dva rekao da je Domovinski rat bio "građanski rat" te da se nije radilo o agresiji nego o regresiji jer je bilo normalno očekivati pobunu Srba na stanje u Hrvatskoj. Protivi se neovisnosti Kosova jer je po njemu Kosmet srpska zemlja.[nedostaje izvor] Također je izjavio kako se protivi neovisnosti Crne Gore. Smatra da su Srbi i Hrvati "dva plemena istoga naroda" i da je za ponovno stvaranje federalne zajednice.[nedostaje izvor]
Dio Mandićeve izjave s komemoracije u Jadovnom 26. lipnja 2011. (prema pisanju srpskih Novosti): "Ustaški koljački mentalitet još stoluje u hrvatskom narodu i to mogu vikati s nebodera na zagrebačkom Trgu Republike." ... "Dok god postoje zloćudni povici na stadionima, grafiti... a iza toga mržnja i iracionalno bjesnilo potpomognuti politikom, neće biti sreće. Što je najgore, iza svega se krije i interes cijele fašističke Europe."

## Djela
- Uz dlaku, kritike (Zagreb, 1970.)
- Mysterium televisionis, eseji (Split, 1972.)
- Gola masa, feljtoni (Zagreb, 1973.)
- Nježno srce, polemike (Zagreb, 1975.)
- Mitologija svakidašnjeg života, feljtoni (Rijeka, 1976.)
- Od Bacha do Cagea, eseji, kritike (Zagreb, 1977.)
- 101 kratka kritika (Zagreb, 1977.)
- U sjeni ocvale glazbe, polemike (Zagreb, 1977.)
- Policajci duha, polemike (Zagreb, 1979.)
- Šok sadašnjosti, eseji (Zagreb, 1979.)
- Arsen, monografija (Zagreb, 1983.)
- Književnost i medijska kultura, eseji (Zagreb, 1984.)
- Što, zapravo, hoće te žene?, feljtoni (Zagreb, 1984., Varaždin i Pula, 1985.)
- Principi krimića, eseji (Beograd, 1985.)
- Jedna antologija hrvatske poratne poezije, antologija (Prokuplje, Zagreb, 1987.)
- Zbogom dragi Krleža, polemike (Beograd, 1988.)
- Bračna kuhinja, feljtoni /sa Slavicom Mandić/ (Zagreb, 1989.)
- Ekstaze i mamurluci, eseji (Zagreb, 1989.)
- Romani krize, kritike (Beograd, 1996.)
- Književno (st)ratište, kritike (Zagreb, 1998.)
- Za našu stvar, kritike, polemike (Zagreb, 1999.; II. prošireno izdanje, Beograd, 2001.)
- Prijapov problem, eseji (1999.)
- Između dv(ij)e vatre, kolumne (Beograd, 2000.)
- Bijela vrana, kolumne-polemike (Zagreb, 2002.)
- Sloboda lajanja i Zauzeto, Hrvat (Zagreb, 2012.)
- Hitna služba; izbor kolumni iz "Vjesnika" 1999. – 2005. (Zagreb, 2005.)
- Sebi pod kožu. Nehotična autobiografija (Zagreb, 2006.)
- Bračna kuhinja /sa Slavicom Mandić/ (Zagreb, 2006.)
- Notes - VUS 1968-1972 (Zagreb, 2007.)
- U zadnji čas. Autobiografski reality show (Zagreb, 2009.)

## Vanjske poveznice
- Životni intervju - Večernji list[neaktivna poveznica]